# Bezenye
Bezenye (serbocroata: Bizonja o Bizunja; alemán: Pallersdorf; eslovaco: Beziň) es un pueblo húngaro perteneciente al distrito de Mosonmagyaróvár en el condado de Győr-Moson-Sopron, con una población en 2013 de 1377 habitantes.
Es uno de los pueblos más antiguos de la región, ya que se han encontrado restos que indican que estaba habitado por pueblos germánicos desde el período de las grandes migraciones. Después de la conquista húngara de la cuenca de los Cárpatos, el lugar se convirtió en un punto defensivo contra los pechenegos, que pronto quedó habitado mayoritariamente por magiares. Tras las invasiones turcas del siglo XVI, la localidad se convirtió en un lugar multicultural, ya que primero fue repoblada por croatas procedentes de Dalmacia y en el siglo XVIII llegaron también alemanes. Tras la Segunda Guerra Mundial se expulsó a la población alemana y hubo un intento fallido de unir la localidad a la vecina Eslovaquia, ya que el resto de la localidad era mayoritariamente eslava. Actualmente los croatas y eslovacos suponen la mitad de la población local, aunque los magiares son mayoría, habiendo numerosos habitantes de origen multiétnico.
Se ubica unos 15 km al noroeste de la capital distrital Mosonmagyaróvár, sobre la carretera 150 que lleva a Bratislava.